# Істошино
Істо́шино (рос. Истошино) — село у складі Бердюзького району Тюменської області, Росія.
Населення — 496 осіб (2010, 605 у 2002).
Національний склад станом на 2002 рік:
- росіяни — 92 %